# Radegast
Radegast è una frazione della città tedesca di Südliches Anhalt, nella Sassonia-Anhalt.

## Storia
Fino al 31 dicembre 2009 ha costituito un comune autonomo con status di città. Dopo tale data Radegast è stata aggregata ad altri comuni nella nuova città di Südliches Anhalt.